# 3 Pułk Lotnictwa Bombowego
3 Pułk Lotnictwa Bombowego (3 plm) – oddział lotnictwa bombowego ludowego Wojska Polskiego.

## Formowanie i zmiany organizacyjne
3 Pułk Lotnictwa Bombowego został sformowany w październiku 1944 roku na lotnisku w Kazaniu, według radzieckiego, wojennego etatu nr 015/186 o stanie 298 żołnierzy, w tym 111 oficerów, 171 podoficerów i 12 szeregowców.
Pułk wszedł w skład 1 Dywizji Lotnictwa Bombowego. W końcu marca 1945 roku pułk został przebazowany do Polski i rozmieszczony na lotnisku w Sochaczewie.
Na dzień 1 maja 1945 roku w pułku było 280 osób, w tym 102 oficerów, 162 podoficerów i 16 szeregowców. W składzie personelu latającego było po 32 pilotów, nawigatorów i strzelców radiotelegrafistów. Na uzbrojeniu znajdowało się 30 samolotów bojowych Pe-2 i 1 szkolno-bojowy UPe-2.
Do końca wojny pułk nie osiągnął gotowości bojowej i w działaniach bojowych nie brał udziału.
W lutym 1946 roku 3 Pułk Lotnictwa Bombowego został przeformowany w 7 Pułk Bombowców Nurkujących i przebazowany na lotnisko w Leźnicy Wielkiej koło Łęczycy.

## Obsada personalna pułku

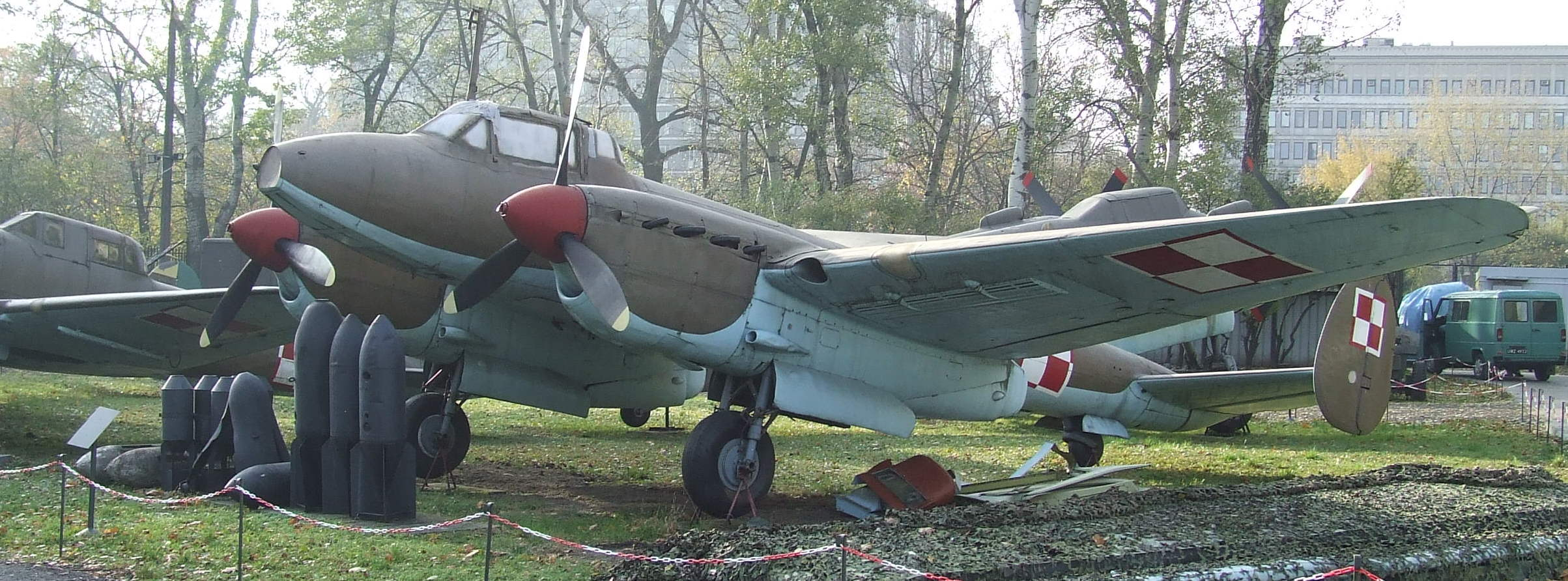
Pe-2

- dowódca pułku - ppłk Michał Bażanow
- zastępca dowódcy pułku do spraw polityczno-wychowawczych - ppłk Iwan Lebiediew
- szef sztabu - ppłk Abram Ajzensztatz